# مورفيوس (ذا ماتريكس)
مورفيوس هو شخصية خيالية ظهرت في سلسلة أفلام ذا ماتريكس. قام الممثل لورنس فيشبورن بدور الشخصية في الثلاثة أفلام الأولى  وقام يحيى عبد المتين الثاني بدور الشخصية في فيلم ذا ماتريكس 4.